# 蘭坪ペー族プミ族自治県
蘭坪ペー族プミ族自治県（らんへいペーぞくプミぞくじちけん）は中華人民共和国雲南省怒江リス族自治州に位置する自治県。県人民政府は啦井鎮に置かれている。国家級貧困県に指定されている。
ペー族、プミ族以外にリス族、漢族が居住する。

## 地理
蘭坪は雲南省南西部、横断山脈に位置し、剣川県、雲竜県、維西リス族自治県、麗江ナシ族自治県、福貢県及び瀘水市と行政区境となっている。本自治県を南北に瀾滄江が流れ、東部には豊坪ダムがある。
県人民政府が設置されている拉井鎮は地域の約78%が森林に覆われており、キンシコウやレッサーパンダなどの希少な動植物が生息している。

## 歴史
蘭坪は漢代の博南県にあたり、唐代には蘆鹿蛮部と呼ばれていた。元はこの地に蘭州を設置し、明代も蘭州は存続した。清は蘭坪を麗江府に区画した。
中華民国成立後の1912年に麗沅県から分割されて蘭坪県が成立、1915年に騰越道内に区画された。1987年に現在の蘭坪ペー族プミ族自治県に改称された。

## 行政区画
| 区分 | 数 | 名称                           |
| ---- | -- | ------------------------------ |
| 街道 | 2  | 金頂街道、翠屏街道             |
| 鎮   | 3  | 拉井鎮、営盤鎮、通甸鎮         |
| 郷   | 4  | 兎峨郷、河西郷、石登郷、中排郷 |

## 交通

### 空港
- 怒江六庫空港（中国語版）（2023年開港予定）
- 怒江貢山空港（中国語版）（2022年開港予定）
- 怒江蘭坪空港（中国語版）（2020年開港）

### 道路
- 高速道路

- 国道
  -  G215国道

- 省道
- 232省道
- 237省道
- 321省道

## 健康・医療・衛生
- 蘭坪県人民医院
- 蘭坪県衛生防疫站

## 名所・旧跡・観光スポット
- 玉水坪遺址（中国語版）